# Joan Carax
Joan Carax (en llatí Joannes Charax, en grec antic Ιωάννου Χάραξ) fou un gramàtic grec d'època desconeguda.
Es considera que va ser l'autor d'un petit tractat sobre enclítics titulat Περὶ τῶν ἐγκλινομένων, tot i que erròniament, segons William Smith. Altres obres seves són el tractat De Orthographia, i potser Περὶ διαλέκτων que també s'atribueix a Joan Filopò.
Tot i així el document imprès més antic que es conserva d'aquest autor data del 1496 fet per l'impressor Aldus Manutius de Venècia sota el títol Thesaurus cornucopiae et Horti Adonidis. Smith no recopilà cap cita d'aquest autor anterior a aquesta data ni menciona que altres autors el citessin sota aquest nom pel que se'n desconeix l'època en què produí realment la seva obra.